# Rationalisering (beteende)
För andra betydelser, se rationalisering.
Rationalisering (engelska: rationalization) är ett psykologiskt fenomen (försvarsmekanism) som innebär att man i efterhand intalar sig själv att man hade goda intentioner eller goda grunder med/för sitt agerande, efterhandskonstruktion. Rationaliseringen kan ske såväl medvetet som undermedvetet. Som försvarsmekanism anses rationalisering vara icke-konstruktiv. Detta på grund av att fokus flyttas från de verkliga problemen.

## Exempel
Gustav presterar under sina egna mål för en uppgift. Det egentliga problemet var att han sköt upp uppgiften och slösade med sin tid, men efter att hans produkt bedömts rationaliserar han att "Bedömningen var orättvis; det är lika bra att ge upp med den handledaren.", "Uppgiften var illa definierad och det kan inte jag rå för.", "Det är klart att jag presterar dåligt om jag förväntas slutföra alla projekt under en och samma vecka."